# Bira
Bira – osiedle typu miejskiego w Rosji, w Żydowskim Obwodzie Autonomicznym. W 2010 roku liczyło 3167 mieszkańców.